# Kalevi Heinänen
Kauko Kalevi Heinänen (Helsinki, 13 marzo 1927 – Helsinki, 27 giugno 2008) è stato un cestista finlandese.

## Carriera
Con la Finlandia ha disputato i Giochi olimpici di Helsinki 1952 e tre edizioni dei Campionati europei (1951, 1953, 1955).